# Прицкер, Давид Петрович
Давид Петрович Прицкер (7 ноября 1917, Киев — 7 января 1997, Санкт-Петербург) — советский и российский историк, доктор исторических наук.

## Биография
Родился в интеллигентной семье, с детства изучал иностранные языки. В 1926 году семья переехала в Ленинград. В школе у будущего учёного проявился интерес к истории. В 1936 году поступил на исторический факультет ЛГУ. Начало учёбы совпало с началом гражданской войны в Испании. В ЛГУ были организованы краткосрочные курсы переводчиков испанского языка, на которые принимались студенты, в совершенстве владевшие французским. Прицкер окончил эти курсы и в 1938 году прибыл в Испанию в качестве переводчика. В марте 1939 года вернулся в Ленинград. Впоследствии тема гражданской войны в Испании стала одной из главных в его научной деятельности. В 1941 году окончил ЛГУ.
Участник Великой Отечественной войны. Служил на Ленинградском, Карельском, 1-м Дальневосточном фронтах. Закончил войну в звании капитана. Награждён несколькими орденами.
После войны окончил аспирантуру ЛГУ, преподавал на историческом факультете и в других вузах. В 1950 году защитил кандидатскую диссертацию «Освободительная война испанского народа (1936—1939 гг.) и агрессивная политика империалистических государств». Возглавлял кафедру мировой политики и международных отношений в Институте повышения квалификации преподавателей общественных наук. В 1963 году защитил докторскую диссертацию «Революция и национально-революционная война в Испании (1931—1939 гг.)» (в трёх томах).
Весной 1972 года по просьбе Е. Г. Эткинда показал А. И. Солженицыну зал заседаний Государственной Думы в Таврическом дворце. «Я ещё не торопясь промеривал его шагами, записывая, какие стены, люстры, колонны» (материалы были нужны для узлов «Красного колеса»: «Октября Шестнадцатого» и «Марта Семнадцатого») — писал Солженицын. В это время Д. П. Прицкер был лектором областной партийной школы, которая в тот момент занимала здание. Партийная школа считалась режимным учреждением, и охрана прервала экскурсию. Через день Прицкер сумел предупредить Эткинда: «Считаем: я — не знал, кого водил. Ты мне сказал — доцент из Сибири». Позднее Прицкеру угрожали увольнением, потребовали письменное объяснение, в котором Давид Петрович написал, что не знает фамилии человека, которому показывал дворец. Увольнение не состоялось. В примечании 1990 года к воспоминаниям «Бодался телёнок с дубом» Солженицын писал: «А я-то теперь, уже кончив „Март“, не наблагодарюсь: что б я делал, не повидав Таврического своими глазами изнутри?» Солженицын в пятом дополнении к своим мемуарам «Бодался телёнок с дубом» («Невидимки») включил Д. П. Прицкера в список своих 117 тайных помощников, помогавших ему размножать, хранить, прятать, перевозить рукописи и собирать материалы к ним.
Основные направления научной деятельности: новая и новейшая история стран Западной Европы, особенно Испании и Франции. Соавтор учебников для школ и вузов. Занимался также переводами с испанского и французского научных, публицистических и художественных произведений.
Похоронен на Комаровском кладбище.

## Основные труды
- В соавт. с М. Н. Кузьминым и А. Д. Люблинской. Очерки истории Франции : С древнейших времён до окончания первой мировой войны. — Л.: Учпедгиз, 1957. — 370 с., 1 л. карт.
- Подвиг Испанской республики, 1936—1939. — М.: Соцэкгиз, 1962. — 447 с.
- Жорж Клемансо : Политическая биография. — М.: Мысль, 1983. — 316 с.